# 工人和失业行动
工人和失业行动是爱尔兰的一个左翼政党。该党成立于1985年。该党的意识形态是社会主义、联合爱尔兰、欧洲怀疑主义。该党的主席是Séamus Healy。该党的总部位于蒂珀雷里郡克朗梅尔。